# 87th Air Base Wing
Il 87th Air Base Wing è uno stormo di Base Aerea dell'Air Mobility Command, inquadrato nella Twentieth Air Force. Il suo quartier generale è situato presso la Joint Base McGuire-Dix-Lakehurst, nel New Jersey, della quale è l'unità ospitante.

## Organizzazione
Attualmente, al maggio 2017, lo stormo controlla:
- 87th Medical Group
  - 87th Aerospace Medicine Squadron
  - 87th Dental Squadron
  - 87th Medical Operations Squadron
  - 87th Medical Support Squadron
- 87th Mission Support Group
  - 87th Communications Squadron
  - 87th Contracting Squadron
  - 87th Logistics Readiness Squadron
  - 87th Force Support Squadron
  - 87th Security Forces Squadron